# 1567
Évszázadok: 15. század – 16. század – 17. század
Évtizedek: 1510-es évek – 1520-as évek – 1530-as évek – 1540-es évek – 1550-es évek – 1560-as évek – 1570-es évek – 1580-as évek – 1590-es évek – 1600-as évek – 1610-es évek
Évek: 1562 – 1563 – 1564 – 1565 –  1566 – 1567 – 1568 – 1569 – 1570 – 1571 – 1572

## Események
- február 10. – Merénylet áldozata lesz Stuart Henrik címzetes skót király, I. (Stuart) Mária skót királynő második férje. A merénylet legfőbb vezetőjének James Hepburnt, Bothwell grófját tekintik, akihez az özvegy királynő három hónappal később feleségül ment.[1]
- február 24–26. – A debreceni zsinat elfogadja a második helvét hitvallást.[2]
- április 1. – I. Miksa felállítja a szepesi kamarát.[3]
- április 2. – Hasszán temesvári pasa megostromolja a dédesi várat.[4]
- július 24. – A lázadó főurak az egyesztendős Jakabot ültetik Skócia trónjára.[5]
- július 29. – Országh Kristóf tölti be az országbírói tisztet.[6]

## Születések
- május 15. – Claudio Monteverdi olasz zeneszerző († 1643)
- szeptember 2. – Thurzó György nádor († 1616)

## Halálozások
- február 10. – Stuart Henrik címzetes skót király, I. (Stuart) Mária skót királynő második férje (* 1545)
- november 12. – Anne de Montmorency, I. Ferenc és II. Henrik francia királyok hadvezére, a katolikus párt egyik feje a francia vallásháborúkban (* 1492)